# Cedric Mullins
Cedric Mullins (Greensboro, 1º ottobre 1994) è un giocatore di baseball statunitense.
Gioca come esterno centro nella squadra dei Baltimore Orioles nella Major League Baseball (MLB). Il suo debutto in MLB è avvenuto nel 2018. Ha partecipato all'All-Star game e ha vinto il Silver Slugger Award nel 2021.

## Carriera

### Inizi
Mullins ha frequentato la Brookwood High School di Snellville, in Georgia. I suoi primi due anni di baseball al college li ha trascorsi al Louisburg College dove ha ottenuto una media perfetta di 4.0 e si è laureato Summa cum Laude nel 2014. È stato letterman per un anno nel 2015 alla Campbell University, dove ha guidato i Fighting Camels con una media battuta di 340, 59 punti segnati, 80 basi valide, 23 doppi (23) e 7 tripli. È stato selezionato dai Baltimore Orioles nel 13º round del draft della Major League Baseball 2015.
Mullins ha esordito a livello professionale con gli Aberdeen IronBirds nella categoria Low-A nel 2015, trascorrendo lì l'intera stagione, e registrando una media di battuta di 264 con due fuoricampo e 32 RBI in 68 partite. Ha giocato nel 2016 con i Delmarva Shorebirds nella categoria Single-A, battendo 273 con 14 fuoricampo, 55 RBI e 30 basi rubate in 124 partite, e ha trascorso il 2017 con i Bowie Baysox nella categoria Double-A, dove ha battuto 265 con 13 fuoricampo, 37 RBI e 778 OPS in 76 partite. Ha iniziato il 2018 con Bowie ed è stato promosso nella squadra dei Norfolk Tides, partecipante alla categoria Triple-A durante la stagione.

### Baltimore Orioles (2018-oggi)

#### 2018

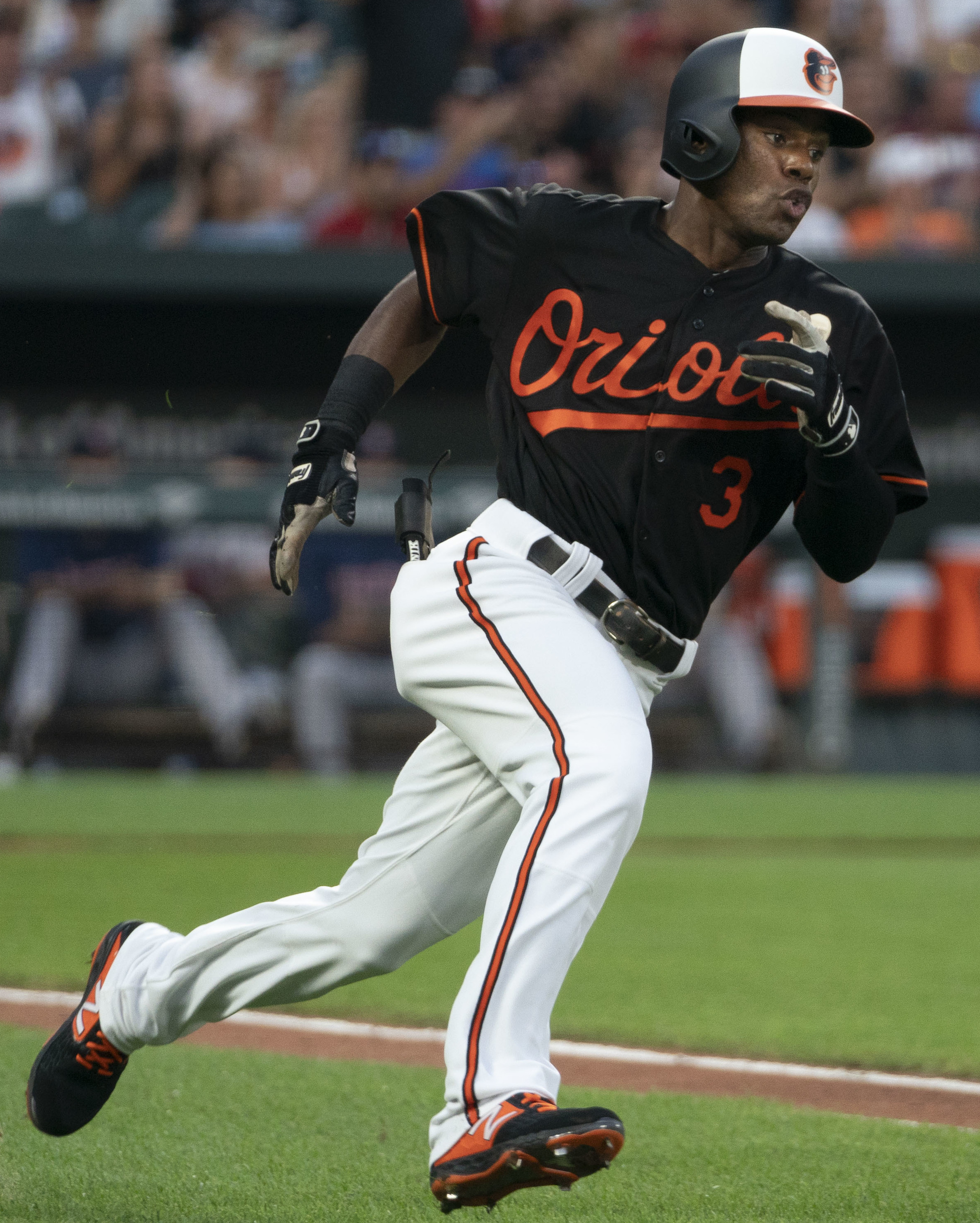
Mullin nel 2018

Gli Orioles hanno promosso Mullins nella Major League il 10 agosto 2018, e ha debuttato in MLB la stessa notte, collezionando tre valide, due RBI, una base su ball e segnando tre punti in una sconfitta per 19-12 contro i Boston Red Sox. È diventato il primo giocatore degli Orioles nella storia della franchigia a collezionare tre valide al suo debutto in Major League ed è diventato solo il quinto giocatore nella storia della MLB a segnare tre o più punti e collezionare due o più valide da più basi al suo debutto, come avevano fatto in precedenza i giocatori Joey Gallo, JP Arencibia, Craig Wilson e il membro della Hall of Fame Willie McCovey. Mullins ha concluso la stagione con una media di battuta di 235 e quattro fuoricampo in 45 partite giocate.

#### 2019

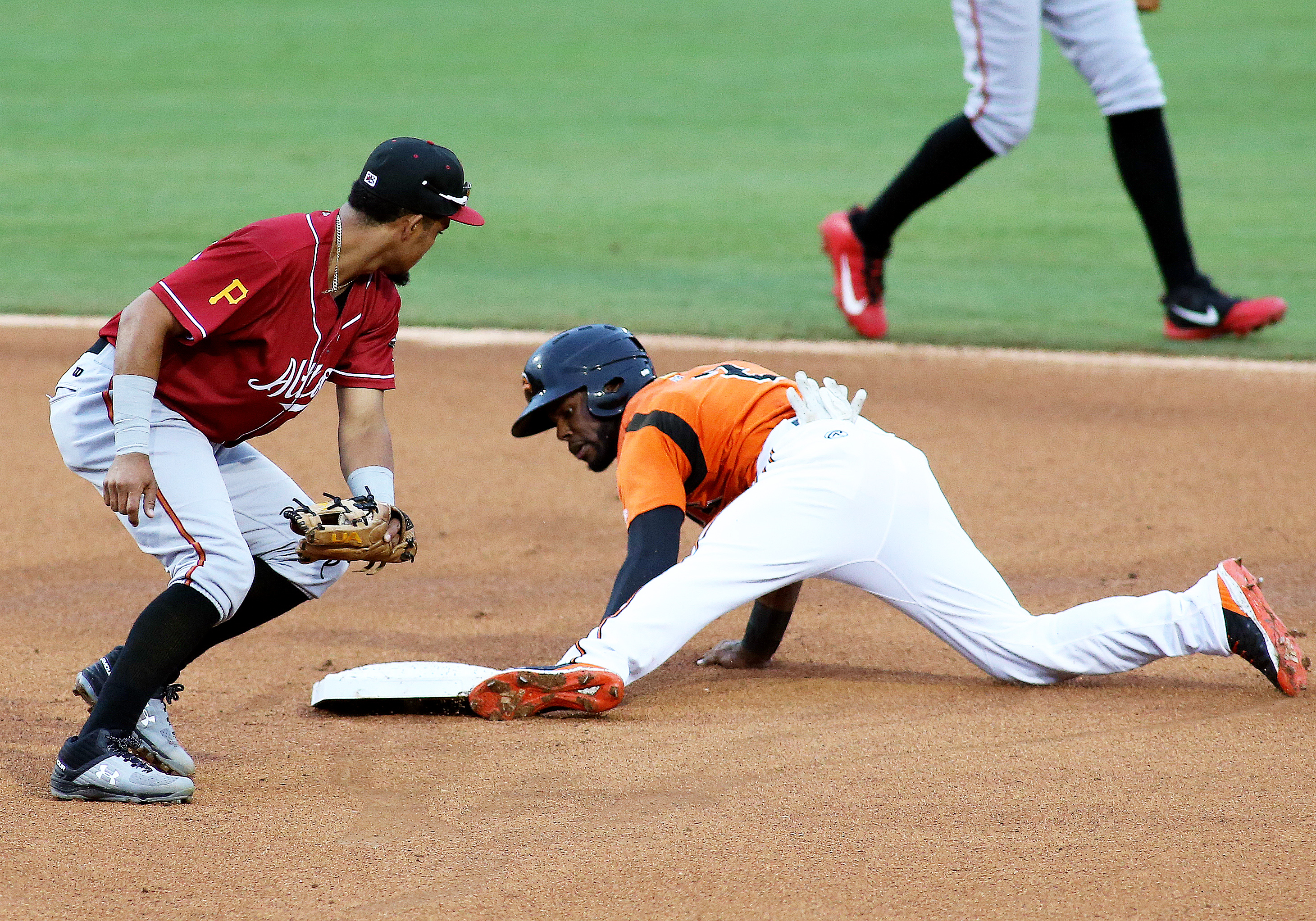
Mullins (a destra) durante la stagione 2019

Mullins ha iniziato la stagione 2019 come esterno centro titolare degli Orioles. Dopo aver sofferto l'inizio di stagione, Mullins è stato opzionato nella categoria Triple-A a Norfolk il 22 aprile.
Il 10 luglio viene retrocesso nella categoria Triple-A a Bowie dove rimarrà per il resto della stagione.
Mullins ha concluso la sua stagione battendo 094 in 64 apparizioni alla battuta per Baltimore.

#### 2020
Nonostante la stagione 2019, Mullins è riuscito ad essere inserito nel roster dell'Opening day 2020 degli Orioles.
Nel 2020 Mullins ha battuto .271/.315/.407 con 3 fuoricampo, 12 RBI e 7 basi rubate. Il 2 febbraio 2020 rivela che gli era stato diagnosticato il morbo di Crohn e che gli erano stati rimossi da 10 a 15 centimetri di intestino nel novembre 2020 dopo aver giocato l'intero campionato con dolore addominale cronico.

#### 2021
Nel febbraio 2021, gli Orioles annunciarono che Mullins, fino a quel momento battitore ambidestro, sarebbe diventato un battitore mancino a tempo pieno.
Il 26 aprile 2021, Mullins per la prima volta in carriera ha battuto più di un fuoricampo in una singola partita, con due homer contro i New York Yankees. Dal 4 giugno al 6 giugno, Mullins ha raccolto 9 valide su altrettante battute, inclusi 3 fuoricampo. Il 4 luglio, Mullins è stato nominato All-Star per la prima volta nella sua carriera. Il 12 luglio è stato scelto come esterno centro titolare nell'All -Star Game 2021, in sostituzione dell'infortunato Mike Trout.
Il 24 settembre, Mullins è diventato il primo giocatore degli Orioles a segnare 30 fuoricampo e rubare 30 basi in una stagione da quando la franchigia si è trasferita da St. Louis. In questa stagione Mullins ha avuto una media battuta .291/.360/.518 con trenta fuoricampo, 59 RBI, 37 doppi e trenta basi rubate, ed è stato l'esterno con il maggior numero di eliminazioni dell'intera Major League, con 389 eliminazioni totali. È stato votato all'unanimità come vincitore del Louis M. Hatter Most Valuable Oriole Award 2021 da giornalisti dei media locali. Mullins è arrivato nono nel ballottaggio come MVP dell'American League. L'11 novembre 2021, Mullins ha ricevuto il suo primo Silver Slugger Award.

#### 2022
Il 12 aprile 2022, Mullins ha ottenuto il suo primo Grande Slam in carriera contro il lanciatore titolare dei Milwaukee Brewers Eric Lauer. Ha concluso la stagione 2022 con una media battuta di 258/318/403, 16 fuoricampo, 64 RBI e 34 basi rubate. Il 13 gennaio 2023, ha accettato un contratto di un anno da 4,1 milioni di dollari con gli Orioles per la stagione 2023, evitando l'arbitrato salariale.

#### 2023
Mullins è stato il settimo nella storia degli Orioles e il secondo in due anni dopo il compagno di squadra Austin Hays a battere un ciclo vincendo in casa per 6 a 3 sui Pittsburgh Pirates il 12 maggio 2023. Si è unito a Luis Arráez, giocatore dei Miami Marlins, nel raggiungimento di questa impresa durante la stagione 2023 . L'11 Settembre 2023 batte un grande slam contro i St. Louis Cardinals. Il 18 settembre batte un fuoricampo da tre punti contro Ryan Pressly nel nono inning sugli Houston Astros, superando quindi nel finale la squadra di Houston e regalando la vittoria agli Orioles per 8-7.

## Carriera internazionale
Il 21 agosto 2022 Mullins ha annunciato che avrebbe partecipato al World Baseball Classic 2023 con la squadra nazionale di baseball degli Stati Uniti.

## Premi e riconoscimenti
| Premi e riconoscimenti             |   | Date | Riferimenti |
| ---------------------------------- | - | ---- | ----------- |
| All-Star della MLB                 | 1 | 2021 | [ 32 ]      |
| Premio Silver Slugger come esterno | 1 | 2021 | [ 32 ]      |

## Vita privata
Mullins è un fan degli anime, dichiarando che il personaggio principale del manga Naruto gli è servito da ispirazione nella sua infanzia e nella sua carriera professionale.